# Tinea phaedropis
Tinea phaedropis är en fjärilsart som beskrevs av Edward Meyrick 1926. Tinea phaedropis ingår i släktet Tinea och familjen äkta malar.
Artens utbredningsområde är Sarawak. Inga underarter finns listade i Catalogue of Life.